# 7S-model

Visuele representatie van het 7S-model

Het 7S-model is een systeem, ontworpen door voormalige McKinsey-medewerkers Richard Pascale, Anthony Athos, Tom Peters en Robert Waterman, om de kwaliteit te meten van de prestaties die een onderneming levert. De zeven 'S'-factoren zijn verdeeld in drie 'harde' (strategie, structuur en systemen) en vier 'zachte' (stijl, significante gemeenschappelijke waarden, sleutelbekwaamheden en staf). Pascale gebruikte dit model in The art of Japanese management in gevalsbeschrijvingen waarin Amerikaanse en Japanse ondernemingen met elkaar werden vergeleken. Peters en Waterman gebruikten het in hun boek In search of excellence.

## McKinsey: een hedendaagse herformulering
In een poging om de positie van de beheerder te bepalen vanuit een integratie van de bestaande theorievorming ontwikkelde McKinsey zijn 7-factorenmodel.
In het Engels beginnen alle sleutelwoorden met een 'S' waardoor het ook wel het 7-S-model is gaan heten.
McKinsey pleit ervoor dat de relaties tussen de organisatiefactoren goed verzorgd worden. Een succesvolle organisatie zal deze sleutelfactoren bekijken als een soort van kompassen die met het oog op een doelmatige integratie, alle in eenzelfde richting zullen moeten wijzen. We zien hier in feite een combinatie van beschrijvende en normatieve theorie.

## De factoren kort toegelicht
1. 'Shared values' (significante waarden) - plaatst McKinsey in het centrum. Het gaat over de bedrijfsopvatting, de bedrijfscultuur, de identiteit: ofwel de visie. De reden voor de centrale plaatsing is dat deze factor zorgt voor samenhang en sturing van de overige factoren.[1]
2. 'Strategy' (strategie) - wijst op de voorgenomen acties van de organisatie. Welke uitdrukkelijke doelen worden gesteld en met welke middelen wil men ze bereiken? De strategie dient de brug te vormen tussen het mission statement, dat wil zeggen de 'raison d'etre' van het bedrijf, en de harde realiteit die dicteert dat met beperkte middelen niet alle doelen tegelijkertijd gerealiseerd kunnen worden. Een strategisch plan maakt keuzes en zorgt dat alle delen van de organisatie weten wat er van hen verwacht wordt om bij te dragen aan het succes van het geheel.
3. 'Structure' (structuur) - refereert aan de inrichting van de onderneming zelf: niveaus, taakverdeling, coördinatie, lijn-, staf- en functionele organisatie.
4. 'Systems' (systemen) - omvat alle formele en informele werkwijzen, procedures en communicatiestromen, zowel intern als extern. Het gaat hierbij om alle formele en informele procedures, regelingen en afspraken.
5. 'Style' (stijl) - verwijst naar de beheerstijl. We hebben het dan over de manier waarop de manager de medewerkers behandelt en de wijze waarop men met elkaar omgaat. Een goede manier van leiding geven, levert meestal ook een goed resultaat op, wat in de praktijk vaak duidelijk terug te zien is. Als de sfeer goed is in het bedrijf komt ook iedereen met plezier naar het werk, en gaat zich beter inzetten. Als de leiding niet goed is dan is dit het tegenovergestelde van goede stijl en zullen de werknemers zich niet thuis voelen op hun werk en worden de prestaties ook slechter.
6. 'Staff' (staf) - concentreert zich op de vraag wat de profielen zijn van de beheerder en de medewerkers, nu en in de toekomst. Hoe zullen we ze rekruteren, vormen, evalueren en belonen, motiveren, behouden? Zonder staf kunnen de andere S’en niet tot hun recht komen.
7. 'Skills' (sleutelvaardigheden) - stelt scherp op wat de eigen organisatie doet schitteren. Waar is ze goed en/of competitief?

Sommige factoren, zoals staf, strategie, structuur en systemen kunnen op korte termijn worden veranderd of bijgesteld.